# Stained Class
| Críticas profissionais | Críticas profissionais |
| Avaliações da crítica  | Avaliações da crítica  |
| Fonte                  | Avaliação              |
| ---------------------- | ---------------------- |
| allmusic               | [ 1 ]                  |

Stained Class é o quarto álbum de estúdio da banda de rock britânica Judas Priest, lançado em 10 de Fevereiro de 1978. Em 2017, foi eleito o 43º melhor álbum de metal de todos os tempos pela revista Rolling Stone.
"Invader" é a última composição creditada a Ian Hill com o Judas Priest. Também conta com a única composição atribuída a um baterista do Judas Priest, com Les Binks sendo creditado por "Beyond the Realms of Death". A mesma música viria a ser um das mais tocadas em apresentações da banda.

## Faixas
| N.º | Título                                                  | Compositor(es)                | Duração |  |
| 1.  | "Exciter"                                               | Rob Halford, Glenn Tipton     | 5:34    |  |
| 2.  | "White Heat, Red Hot"                                   | Tipton                        | 4:20    |  |
| 3.  | "Better By You, Better Than Me" (cover de Spooky Tooth) | Gary Wright                   | 3:24    |  |
| 4.  | "Stained Class"                                         | Halford, Tipton               | 5:19    |  |
| 5.  | "Invader"                                               | Halford, Tipton, Ian Hill     | 4:12    |  |
| 6.  | "Saints in Hell"                                        | Halford, K.K. Downing, Tipton | 5:30    |  |
| 7.  | "Savage"                                                | Halford, Downing              | 3:27    |  |
| 8.  | "Beyond the Realms of Death"                            | Halford, Les Binks            | 6:53    |  |
| 9.  | "Heroes End"                                            | Tipton                        | 5:01    |  |

| Faixas bónus 2001 | |                 |         |  |
| N.º               | Título | Compositor(es)  | Duração |  |
| 10.               | "Fire Burns Below" (Gravado durante as sessões de 1988 de Ram It Down)                                          | Halford, Tipton | 6:58    |  |
| 11.               | "Better By You, Better Than Me" (Ao vivo no Foundations Forum, Los Angeles, Califórnia; 13 de Setembro de 1990) | Wright          | 3:40    |  |

## Membros
- Rob Halford - Vocais
- K.K. Downing - Guitarra
- Glenn Tipton - Guitarra
- Ian Hill - Baixo
- Les Binks - Bateria

## Desempenho nas paradas
| Parada musical                 | Posição |
| ------------------------------ | ------- |
| Reino Unido (UK Albums Chart)  | 27      |
| Estados Unidos (Billboard 200) | 173     |

## Certificações
| País                  | Certificação | Vendas  |
| --------------------- | ------------ | ------- |
| Estados Unidos (RIAA) | Ouro         | 500.000 |